# Oskar Morawetz
Oskar Morawetz, CM, O.Ont (* 17. Januar 1917 in Swietla ob der Sasau, Bezirk Ledetsch, Böhmen; † 13. Juni 2007 in Toronto) war ein kanadischer Pianist und Komponist.

## Leben
Morawetz wurde in der mittelböhmischen Kleinstadt Swietla ob der Sasau in der Nähe von Deutschbrod geboren, die nach der Auflösung der Österreichisch-Ungarischen Monarchie 1918 zur Tschechoslowakei gehörte. Er wuchs in großbürgerlichen Verhältnissen auf: sein Vater war Textil- und Agrarindustrieller. Die Familie lebte im Sommer auf Schloss Swietla, im Winter in Úpice (Eipel) am Fuß des Riesengebirges, wo sich die väterliche Fabrik befand. Von 1927 bis 1935 besuchte Morawetz ein Gymnasium in Prag. Anschließend studierte er am Prager Konservatorium bei Jaroslav Křička (Theorie) und Karel Hoffmeister (Klavier). Das Angebot George Szells als Assistenz-Dirigent an die Staatsoper Prag zu kommen, lehnte er 1936 ab. 1937 wechselte er nach Wien, wo er sein Studium privat bei Julius Isserlis fortsetzte.
Wegen des österreichischen „Anschlusses“ kehrte er im April 1938 nach Prag zurück. Im Dezember 1938 übersiedelte Morawetz nach Paris, wo er sein Studium an der Université de Paris (bei Lazare Lévy) fortsetzte. Morawetz’ Eltern flohen nach dem deutschen Einmarsch in der Tschechoslowakei nach Kanada, während er selbst zunächst in Paris blieb. Aufgrund der Sanktionen gegen „feindliche Ausländer“ nach Beginn des Zweiten Weltkriegs floh er im Oktober 1939 ins italienische Triest. Er reiste über die kanarischen Inseln weiter nach Santo Domingo (Dominikanische Republik), bis im Juni 1940 endlich sein Einreiseantrag nach Kanada bewilligt wurde.
Dort studierte er weiter an der University of Toronto bei Alberto Guerrero (Klavier) und Leo Smith (Theorie), 1944 erhielt er seinen Bachelor-Abschluss. 1946 wurde er Fakultätsmitglied des Royal Conservatory of Music of Toronto und 1952 Professor für Komposition an der University of Toronto. Im Jahr 1953 wurde er mit der Symphonie Nr. 2 promoviert. Seit 1982 war er emeritiert. Morawetz gab 1992 als Pianist sein letztes Bühnenkonzert. Seit 1995 komponierte er aufgrund einer Depressionserkrankung nicht mehr.
Er war von 1958 bis 1984 mit Ruth Spafford Shipman verheiratet. Das Paar hatte einen Sohn und eine Tochter.

## Werk
Das Werk von Oskar Morawetz umfasst mehr als 120 Werke für Orchester sowie Kammerensembles. International bekannt wurde er mit den Kompositionen Memorial to Martin Luther King (1968), Carnival Overture und Prayer for Freedom sowie From the Diary of Anne Frank (1970). Unter der Leitung von Zubin Mehta mit Anton Kuerti als Solist wurde 1963 sein Klavierkonzert Nr. 1 uraufgeführt. Seine Werke wurden von Künstlern wie dem Cellisten Yo-Yo Ma, dem Pianisten Glenn Gould und dem Tenor Ben Heppner präsentiert.

## Auszeichnungen
Er wurde zweimal mit dem kanadischen „Juno Award“ für klassische Musik ausgezeichnet. Er gewann zahlreiche Preise, darunter den „Order of Ontario (O.Ont.)“, den „Order of Canada (CM)“ und die „Golden Jubilee Medal“. Für sein Lebenswerk wurde 2001 an der Regent Park School of Music das „Oskar Morawetz Music Scholarship for Piano Study“, 2004 an der CAMMAC „The Oskar Morawetz Music Library“ und 2004 an der Musikfakultät der University of Toronto „The Oskar Morawetz Entrance Scholarship in Music“ eingerichtet.
- 1987 – Order of Ontario (O.Ont.)
- 1987 – Juno Award: Beste Klassische Komposition (Nominierung) für „Overture To A Fairy Tale“
- 1989 – Order of Canada (CM)
- 1990 – Juno Award: Beste Klassische Komposition (Erster Preis) für „Concerto For Harp and Chamber Orchestra“
- 1992 – Juno Award: Beste Klassische Komposition (Nominierung) für „Memorial to Martin Luther King“
- 1992 – Commemorative Medal
- 1994 – Jan V. Matejcek Concert Music Award
- 1998 – Ehrendiplom der Royal Conservatory of Music in Toronto
- 1999 – Wm. Harold Moon Award
- 2001 – Juno Award: Beste Klassische Komposition (Erster Preis) für „From The Diary Of Anne Frank“
- 2002 – Golden Jubilee Medal